# Tânia Lobo Fagundes
Tânia Lobo Fagundes é uma ex-voleibolista brasileira que conquistou pela Seleção Brasileira Feminina de Voleibol a medalha de ouro nos Jogos Pan-Americanos de 1963.